# Бакарандзе, Марго Капитоновна
Марго Капитоновна Бакарандзе (1931, село Корцхели, Загдидский район, ССР Грузия) — колхозница колхоза имени XVII партсъезда Зугдидского района, Грузинская ССР. Герой Социалистического Труда (1950).

## Биография
Родилась в 1931 году в крестьянской семье в селе Корцхели Зугдидского уезда. После окончания местной сельской школы в послевоенные годы вступила в колхоз имени XVII партсъезда Зугдидского района. Трудилась на чайной плантации.
В 1949 году собрала 6185 килограмма зелёного чайного листа на участке площадью 0,5 гектара. Указом Президиума Верховного Совета СССР от 19 июля 1950 года удостоена звания Героя Социалистического Труда за «получение высоких урожаев сортового зелёного чайного листа и цитрусовых плодов в 1949 году» с вручением ордена Ленина и золотой медали «Серп и Молот» (№ 5246).
В последующем трудилась бригадиром чаеводов в этом же колхозе. За выдающиеся трудовые достижения по итогам работы в годы Семилетки (1959—1965) и Девятой пятилетки (1971—1975) награждалась орденами Трудового Красного Знамени и Октябрьской Революции.
После выхода на пенсию проживала в родном селе Корцхели.
Награды
- Герой Социалистического Труда
- Орден Ленина
- Орден Трудового Красного Знамени (02.04.1966)
- Орден Октябрьской Революции (10.03.1976)